# Emma Llensa
Emma Llensa (la Bisbal d'Empordà, 1986) és una fotògrafa, editora i emprenedora catalana.
Va estudiar filosofia a la Universitat de Girona. L'any 2009 va fundar a La Bisbal d'Empordà, juntament amb Maria Cerezo, la revista Carpaccio Magazine, en format digital i imprès, per promoure artistes emergents. L'any 2010 va cofundar Atem Books, editorial dedicada a publicar monogràfics d'artistes emergents en un format de fanzine de luxe. Aquestes experiències editorials la van portar a fundar juntament amb Maria Cerezo i el programador Marc Guardiola l'empresa/editorial Ubicuo Studio, des de la qual es conceptualitzen, desenvolupen i publiquen llibres enriquits, apps i videojocs per a dispositius mòbils i altres plataformes. La seva experiència en edició digital, conceptualització d'apps i emprenedoria l'ha portat a fer cursos de disseny d'aplicacions web, de publicacions digitals i màrqueting digital per a diferents universitats i localitats d'Espanya i a fundar una escola de formació en línia. El 2022 va fundar l'editorial Insights Ediciones amb qui ha publicat el seu darrer llibre Estrategias no efímeras para triunfar en Facebook Ads .